# Polystichum houchangense
Polystichum houchangense är en träjonväxtart som beskrevs av Ren-Chang Ching och P. S. Wang. Polystichum houchangense ingår i släktet Polystichum och familjen Dryopteridaceae. Inga underarter finns listade.